# Віюдита чорноспинна
Віюди́та чорноспинна (Fluvicola albiventer) — вид горобцеподібних птахів родини тиранових (Tyrannidae). Мешкає в Південній Америці. Раніше вважався підвидом рябої віюдити.

## Опис
Довжина птаха становить 12 см, вага 12 г. Голова, нижня частина тіла, надхвістя і края покривних пер білі. Потилиця, спина, крила і хвіст у самців чорні, у самиць і молодих птахів коричневі.

## Поширення і екологія
Чорноспинні віюдити гніздяться в центральній і східній Бразилії (на південь від Амазонки), на південному сході Болівії, в Парагваї, Аргентині і південному Уругваї. Взимку частина популяції мігрує до західної Амазонії, досягаючи Перу і північної Болівії. Чорноспинні віюдити живуть в чагарникових заростях на берегах річок, озер і струмків, на болотах. Зустрічаються поодинці або парами, живляться комахами. Гніздяться в чагарниках над водою. Гніздо кулеподібне з бічним входом, сплетене з трави, встелене пір'ям. В кладці 2-3 білувато-кремових яйця, поцяткованих коричневими плямками. Насиджують і самиці, і самці.